# Miki McFadden
Barbara Miki Briggs McFadden (* 24. Januar 1948 in Honolulu, Hawaii) ist eine ehemalige US-amerikanische Volleyball- und Beachvolleyballspielerin.

## Karriere Halle
Barbara Briggs verbrachte ihre Kindheit auf Oʻahu. Als Zweijährige lernte sie Surfen.  Später war die junge Athletin im Outrigger Canoe Club und an der Punahou High School sportlich aktiv. An der Bildungsstätte war sie zunächst als Schwimmerin erfolgreich. 50 m und 100 m Kraul waren ihre Spezialstrecken. Sie gehörte drei Jahre lang der Schulmannschaft an und war in ihrem Senior-Jahr die Kapitänin der Meistermannschaft. 1966 wurde sie daher in die Hall of Fame der Schule aufgenommen. Parallel zur Schwimmkarriere war sie auch schon im Hallenvolleyball aktiv und in ihrem letzten Schuljahr ebenfalls die Mannschaftsführerin des Teams. Diese Erfolge sorgten dafür, dass sie als Punahou-Athletin des Jahres ausgezeichnet wurde.
1967 begann McFadden ihr Studium an der University of Southern California. Als Freshman der USC Trojans gewann sie mit der A-Nationalmannschaft die Silbermedaille bei den Weltmeisterschaften. Ein Jahr später wurde sie als Zuspielerin mit dem Team Achte bei den Olympischen Spielen in Mexiko. Sie war nach 1924 die erste Sportlerin, die als Punahou-Absolventin an den Olympischen Spielen teilgenommen hat. Neben ihren Volleyballaktivitäten war sie während ihrer Zeit an der Hochschule auch noch eine herausragende Basketballspielerin. 1971 war sie zum letzten Mal bei einem Großereignis für ihre Nation am Start. Bei den Panamerikanischen Spielen belegten die USA den sechsten Platz. Die Olympischen Spiele in München verpasste sie wegen einer Knieverletzung. Trotzdem spielte sie weiter Volleyball. Im Alter von 51 Jahren gewann sie mit der Mannschaft der USA die Seniorenolympiade in Florida durch einen Finalsieg gegen ein deutsches Team.

## Karriere Beach
Die geborene Hawaiianerin war einer der Pioniere des Volleyballsports im Sand. Mit einer Ausnahme bestritt sie all ihre Wettkämpfe in der Zeit von 1974 bis 1980 mit Kathy Gregory und ebenso mit nur einer Ausnahme stand sie bei allen Veranstaltungen im Finale. Von ihren fünfzehn Siegen erkämpfte sie einen mit Nina Matthies. Dazu kamen drei zweite sowie ein fünfter Platz. 1992 wurde sie in die CBVA Beachvolleyball Hall of Fame aufgenommen.

## Karriere als Trainerin
Schon während ihrer aktiven Zeit arbeitete die aus der Hauptstadt Hawaiis stammende Sportlerin als Coach. AB 1969 betreute sie die Volleyballmannschaft der Marlborough Schule und gewann mit ihnen 1976 im letzten Jahr der Zusammenarbeit die High School Nationals. Während dieser Periode war sie auch Übungsleiterin des Basketballteams am College und für eine Saison Headcoach der Trojans in derselben Sportart. 1983 kehrte sie an die Schule zurück, an der sie selber ihren Abschluss gemacht hatte und arbeitete mit dem Team bis 1985. Nächste Station war die Segundo Ausbildungsstätte in Südkalifornien, die von ihren Erfahrungen in den folgenden zehn Spielzeiten profitierte. Weitere zehn Saisons verbrachte sie am Ventura Community College. Ab 2007 war sie an der Sisters High School angestellt.

## Auszeichnungen
- 1966: High School Sportlerin des Jahres in Honolulu[9]
- 1966: Aufnahme in die Halle of Fame der Punahou High school[3]
- 1992: Aufnahme in die CBVA Beachvolleyball Hall of Fame[7]
- 2023: Aufnahme in die Southern California Indoor Volleyball Hall of Fame[8]

## Sonstiges
Briggs verzichtete 1967 auf die Teilnahme an den Panamerikanischen Spielen, um Dan McFadden zu heiraten, einen früheren Basketballspieler und Lehrer an der Punahou High School. Die Söhne der beiden heißen Danny, der am El Camono College studierte, und Kevin, der zu High School-Zeiten Fußball spielte. Das Ehepaar trennte sich später. Das Studium an der USC schloss McFadden mit dem Master in Pädagogik ab und war als Sportlehrerin 47 Jahre lang tätig. Ihre neue Lebenspartnerin ist Peggy Lukens.
Nila, die ältere von zwei Töchtern, wurde am 10. April 1997 in Kalkutta geboren. Sie besuchte die Sisters HS, wurde dort in allen vier Jahren letterwinner des Volleyballteams, das jedes Mal seine Konferenz gewann, wurde dessen Kapitänin, zur MVP der Mannschaft und der Sky-Em League gewählt. Als Senior führte sie Sisters zur Staatsmeisterschaft und wurde sie OSAA Class 4A Volleyballspielerin des Jahres. Anschließend begann sie ihr Studium an der Southern Oregon University mit dem Hauptfach Biologie und dem Nebenfach Chemie. 2018 kamen die SOU Raiders mit ihrer Hilfe zum ersten Mal ins Viertelfinale der Nationals. Zum zweiten Mal in Folge wurde sie als eine Daktronics-NAIA Scholar Athlete ausgezeichnet und in die Academic All-Cascade Conference berufen. Inzwischen arbeitet sie als zertifizierte Pflegeassistentin bei Linda Vista Nursing & Rehab Krankenhäuser und Gesundheitseinrichtungen Ashland in Oregon.
Ihre jüngere Schwester Alana wurde ebenfalls in Indien geboren und als Einjährige von Lukens und McFadden adoptiert. Sie war im Tennis und Volleyball an der Sisters HS aktiv. Ihre größeren Talente lagen jedoch im musischen Bereich. So spielte sie während der Schulzeit in zwei Musicals Hauptrollen, eines davon war Cinderella. Sie sang während ihrer gesamten High School-Zeit im Jazzchor der Ausbildungsstätte sowie im Youth Choir of Central Oregon, der in der Carnegie Hall und in Chicago auftrat. Sie hatte die Möglichkeit, sich wie ihre Schwester an der Southern Oregon einzuschreiben, entschied sich jedoch für die University of Chester im Vereinigten Königreich. Dort studierte sie Sozialarbeit und engagierte sich als Präsidentin der internationalen Gesellschaft der Uni und als Gründerin des Empowerment Projekts, das sich für Diversität, Inclusion, Identität und Bildung einsetzt.